# Diego Domínguez (Schauspieler)

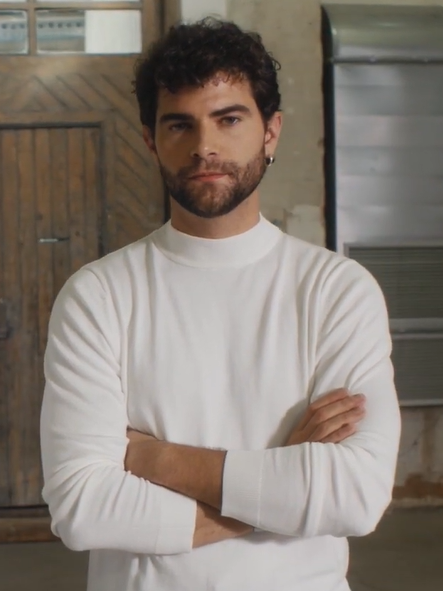
Diego Domínguez, 2018

Diego Domínguez Llort (* 13. Oktober 1991 in Saragossa, Aragonien, Spanien) ist ein spanischer Schauspieler, Tänzer und Sänger. International bekannt wurde er durch die Rolle des Diego Hernández in der Disney-Channel-Serie Violetta.

## Leben
Domínguez wurde im Oktober 1991 in Saragossa, Aragonien, geboren. 2003 nahm er beim spanischen Vorentscheid für den Junior Eurovision Song Contest in Kopenhagen teil und kam dort bis unter die letzten Drei. Bei dem Vorentscheid traf er Sergio Jesús García Gil (der Spanien beim JESC vertrat) und María Jesús López Valderrama und gründete mit ihnen und Blanca Liquete Marcos und Irune Agirre Tens die Band 3+2. Er veröffentlichte mit ihnen vier Alben. Die Band löste sich 2007 auf.
Domínguez bildete daraufhin mit María das Duo Juego De Dos. Sie machten zwei Jahre lang bis 2009 gemeinsam Musik und beschlossen daraufhin getrennt Wege zu gehen. Domínguez begann daraufhin seine Schauspielkarriere in spanischen Fernsehserien wie El secreto de Puente Viejo oder La pecera de Eva.
2012 reiste er nach Buenos Aires um Probeaufnahmen für die argentinische Jugend-Telenovela Violetta zu machen. Den Produzenten gefiel Domínguez und engagierten ihn für die männliche Hauptrolle in der zweiten Staffel der Serie. Er war darin von April 2013 bis Februar 2015 in der Rolle des Diego Hernández zu sehen. 
2016 war er in Italien tätig. Mit seiner Lebenspartnerin Maria Clara Alonso gewann er Dance dance dance.

## Filmografie
- 2010: Física o química (Fernsehserie)
- 2011: El secreto de Puente Viejo (Fernsehserie)
- 2011: Aída (Fernsehserie)
- 2011: La pecera de Eva (Fernsehserie)
- 2013–2015: Violetta (Fernsehserie)

## Diskografie
Soundtracks
- 2013: Hoy Somos más
- 2013: Violetta en vivo
- 2014: Gira mi canción